# Grande Prémio Internacional CTT Correios de Portugal 2004
Il Grande Prémio Internacional CTT Correios de Portugal 2004, quinta edizione della corsa, si svolse dall'8 al 10 febbraio su un percorso di 478 km ripartiti in 3 tappe, con partenza a Santiago do Cacém e arrivo a Loule. Fu vinto dal portoghese Cândido Barbosa della L.A. Pecol davanti agli spagnoli Ángel Edo e Alberto Benito.

## Tappe
| Tappa  | Data        | Percorso                              | km    | Vincitore di tappa         | Leader cl. generale |
| ------ | ----------- | ------------------------------------- | ----- | -------------------------- | ------------------- |
| 1ª     | 8 febbraio  | Santiago do Cacém > Santiago do Cacém | 157,2 | Cândido Barbosa            | Cândido Barbosa     |
| 2ª     | 9 febbraio  | Sines > Beja                          | 159,3 | José Ángel Gómez Marchante | Cândido Barbosa     |
| 3ª     | 10 febbraio | Beja > Loule                          | 161,3 | Cândido Barbosa            | Cândido Barbosa     |
| Totale | Totale      | Totale                                | 478   |                            |                     |

## Dettagli delle tappe

### 1ª tappa
- 8 febbraio: Santiago do Cacém > Santiago do Cacém – 157,2 km

| Pos. | Corridore         | Squadra       | Tempo    |
| ---- | ----------------- | ------------- | -------- |
| 1    | Cândido Barbosa   | L.A. Pecol    | 3h31'35" |
| 2    | Ángel Edo         | Milaneza Maia | s.t.     |
| 3    | Nuno Marta Duarte | Würth         | s.t.     |

| Pos. | Corridore         | Squadra       | Tempo    |
| ---- | ----------------- | ------------- | -------- |
| 1    | Cândido Barbosa   | L.A. Pecol    | 3h31'21" |
| 2    | Ángel Edo         | Milaneza Maia | a 5"     |
| 3    | Nuno Marta Duarte | Würth         | a 7"     |

### 2ª tappa
- 9 febbraio: Sines > Beja – 159,3 km

| Pos. | Corridore                  | Squadra          | Tempo    |
| ---- | -------------------------- | ---------------- | -------- |
| 1    | José Ángel Gómez Marchante | Costa de Almeria | 3h50'27" |
| 2    | Pedro Cardoso              | Milaneza Maia    | s.t.     |
| 3    | Ricardo Serrano            | Cafés Baqué      | s.t.     |

| Pos. | Corridore         | Squadra       | Tempo    |
| ---- | ----------------- | ------------- | -------- |
| 1    | Cândido Barbosa   | L.A. Pecol    | 7h21'48" |
| 2    | Ángel Edo         | Milaneza Maia | a 5"     |
| 3    | Nuno Marta Duarte | Würth         | a 7"     |

### 3ª tappa
- 10 febbraio: Beja > Loule – 161,3 km

| Pos. | Corridore       | Squadra       | Tempo    |
| ---- | --------------- | ------------- | -------- |
| 1    | Cândido Barbosa | L.A. Pecol    | 3h49'58" |
| 2    | Alberto Benito  | Antarte       | s.t.     |
| 3    | Ángel Edo       | Milaneza Maia | s.t.     |

| Pos. | Corridore       | Squadra       | Tempo     |
| ---- | --------------- | ------------- | --------- |
| 1    | Cândido Barbosa | L.A. Pecol    | 11h11'34" |
| 2    | Ángel Edo       | Milaneza Maia | a 13"     |
| 3    | Alberto Benito  | Antarte       | a 15"     |

## Classifiche finali

### Classifica generale
| Pos. | Corridore         | Squadra           | Tempo     |
| ---- | ----------------- | ----------------- | --------- |
| 1    | Cândido Barbosa   | L.A. Pecol        | 11h11'34" |
| 2    | Ángel Edo         | Milaneza Maia     | a 13"     |
| 3    | Alberto Benito    | Antarte           | a 15"     |
| 4    | Ricardo Serrano   | Cafés Baqué       | a 16"     |
| 5    | Nuno Marta Duarte | Würth-Bom Petisco | a 19"     |
| 6    | Pedro Cardoso     | Milaneza Maia     | s.t.      |
| 7    | Pedro Soeiro      | Carvalhelhos      | a 22"     |
| 8    | Mikhail Ignatyev  | Lokomotiv         | a 23"     |
| 9    | Alberto Hierro    | Cafés Baqué       | a 24"     |
| 10   | Nikita Eskov      | Lokomotiv         | a 25"     |